# Sphecosoma semelina
Sphecosoma semelina là một loài bướm đêm thuộc phân họ Arctiinae, họ Erebidae.